# Rolls-Royce Ghost II
La Rolls-Royce Ghost est une limousine du constructeur automobile britannique Rolls-Royce. Cette seconde génération est produite à partir d'octobre 2020 dans l'usine de Goodwood et remplace la première édition de la Ghost produite de 2010 à 2020, modèle le plus vendu dans toute l'histoire de Rolls-Royce.

## Présentation
La seconde génération de Ghost est présentée le 1er septembre 2020 à Goowood.

### Ghost Extented
Le 25 septembre 2020, Rolls-Royce présente la version allongée de sa limousine, la Ghost Extented, allongée de 170 mm.

### Phase 2
La Rolls‑Royce Ghost Prism, version restylée de la Ghost, est présentée en octobre 2024.

## Caractéristiques techniques
La seconde génération de Ghost reçoit pour la première fois une transmission intégrale ainsi que les quatre roues directrices. Auparavant, seul le SUV Cullinan disposait de quatre roues motrices dans la gamme du constructeur.
La Rolls-Royce Ghost dispose de portes arrière à ouverture antagoniste et les portes sont à ouverture et fermeture électrique.

### Motorisations
|                    | V12 biturbo            | V12 biturbo |
| ------------------ | ---------------------- | ----------- |
| Moteur             | 12-cylindres en V      |             |
| Cylindrée          | 6 749 cm3              |             |
| Puissance maximale | 571 ch                 |             |
| Couple maximal     | 850 N m                |             |
| 0-100 km/h         | 4,8 s                  |             |
| Transmission       | Intégrale              |             |
| Boîte de vitesses  | Automatique 8 vitesses |             |
| Consommation       | l/100 km               |             |
| Émissions de CO2   | g/km                   |             |
| Masse à vide       | 2 490 kg               |             |

## Série spéciale
En mars 2024, Rolls-Royce présente la série spéciale Rolls-Royce Ghost Prism qui célèbre les 120 ans de la marque anglaise. Sa production est limitée à 120 exemplaires dans le monde avec un tarif de 300 000 € sans options.